# Discografia di Tom Jones
Tom Jones è uno dei più prolifici artisti di sempre, nonché uno dei più venduti e popolari.
Ha raggiunto il successo internazionale con moltissimi singoli di successo, tra i quali Delilah e Green Green Grass of Home. Negli anni ha interpretato numerosi stili musicali, tra i quali gospel, pop, country e altri.
Ha venduto più di 100 milioni di dischi.

## Album in studio
| Anno | Titolo                                           | Classifiche | Classifiche | Classifiche | Classifiche |
| Anno | Titolo                                           | UK          | US          | US Country  | CAN         |
| ---- | ------------------------------------------------ | ----------- | ----------- | ----------- | ----------- |
| 1965 | Along Came Jones (riedito come It's Not Unusual) | 11          | 54          | —           | —           |
| 1965 | What's New Pussycat                              | —           | 114         | —           | —           |
| 1965 | A-tom-ic Jones                                   | —           | —           | —           | —           |
| 1966 | From the Heart                                   | 23          | —           | —           | —           |
| 1966 | Green, Green Grass of Home                       | 3           | 65          | —           | —           |
| 1967 | Funny Familiar Forgotten Feelings                | —           | —           | —           | —           |
| 1967 | 13 Smash Hits                                    | 5           | —           | —           | —           |
| 1968 | Delilah                                          | 1           | —           | —           | —           |
| 1968 | The Tom Jones Fever Zone                         | —           | 14          | —           | 25          |
| 1968 | Help Yourself                                    | 4           | 5           | —           | 3           |
| 1969 | This Is Tom Jones                                | 2           | 4           | —           | 4           |
| 1970 | Tom                                              | 4           | 6           | —           | 4           |
| 1970 | I (Who Have Nothing)                             | 10          | 23          | —           | 21          |
| 1971 | Tom Jones Sings She's a Lady                     | 9           | 17          | —           | 12          |
| 1972 | Close Up                                         | 17          | 64          | —           | 19          |
| 1973 | The Body and Soul of Tom Jones                   | 31          | 93          | —           | —           |
| 1974 | Somethin' Bout You Baby I Like                   | —           | —           | —           | —           |
| 1975 | Memories Don't Leave Like People Do              | —           | —           | —           | —           |
| 1977 | Say You'll Stay Until Tomorrow                   | —           | 76          | 3           | 63          |
| 1977 | What a Night                                     | —           | —           | —           | —           |
| 1978 | The Country Side of Tom Jones                    | —           | —           | —           | —           |
| 1979 | Rescue Me                                        | —           | —           | —           | —           |
| 1979 | Do You Take This Man                             | —           | —           | —           | —           |
| 1981 | Darlin'                                          | —           | 179         | 19          | —           |
| 1982 | Country                                          | —           | —           | 21          | —           |
| 1983 | Don't Let Our Dreams Die Young                   | —           | —           | 9           | —           |
| 1984 | Love Is on the Radio                             | —           | —           | 40          | —           |
| 1985 | Tender Loving Care                               | —           | —           | 54          | —           |
| 1988 | Move Closer                                      | —           | —           | —           | 78          |
| 1989 | At This Moment                                   | 34          | —           | —           | —           |
| 1991 | Carrying a Torch                                 | 44          | —           | —           | —           |
| 1994 | The Lead and How to Swing It                     | 55          | —           | —           | —           |
| 1998 | From The Vaults                                  | —           | —           | —           | —           |
| 1999 | Reload                                           | 1           | —           | —           | 15          |
| 2002 | Mr. Jones                                        | 36          | —           | —           | —           |
| 2004 | Tom Jones & Jools Holland (con Jools Holland)    | 5           | —           | —           | —           |
| 2008 | 24 Hours                                         | 32          | 105         | —           | —           |
| 2010 | Praise & Blame                                   | 2           | —           | —           | —           |
| 2012 | Spirit in the Room                               | 8           | —           | —           | —           |
| 2015 | Long Lost Suitcase                               | 17          | —           | —           | —           |
| 2021 | Surrounded by Time                               | 1           | 68          | —           | —           |

## Album dal vivo
| Anno | Titolo                                                            | Classifiche | Classifiche | Classifiche |
| Anno | Titolo                                                            | UK          | US          | CAN         |
| ---- | ----------------------------------------------------------------- | ----------- | ----------- | ----------- |
| 1967 | Tom Jones Live! At the Talk of the Town                           | 6           | 13          | 9           |
| 1969 | Tom Jones Live in Las Vegas                                       | 2           | 3           | 2           |
| 1971 | Tom Jones Live at Caesars Palace                                  | 27          | 43          | 27          |
| 2005 | John Farnham & Tom Jones – Together in Concert (con John Farnham) | —           | —           | —           |
| 2010 | Tom Jones                                                         | —           | —           | —           |
| 2017 | Live On Soundstage                                                | —           | —           | —           |
| 2020 | Live On Air 65 - 68                                               | —           | —           | —           |

## Raccolte
| Anno | Titolo                              | Classifiche | Classifiche | Classifiche |
| Anno | Titolo                              | UK          | US          | CAN         |
| ---- | ----------------------------------- | ----------- | ----------- | ----------- |
| 1967 | 13 Smash Hits                       | 5           | —           | —           |
| 1973 | Tom Jones' Greatest Hits            | 15          | 185         | 86          |
| 1975 | 20 Greatest Hits                    | 1           | —           | —           |
| 1978 | I'm Coming Home                     | 12          | —           | —           |
| 1987 | The Greatest Hits of Tom Jones      | 16          | —           | —           |
| 1989 | Tom Jones After Dark                | 46          | —           | —           |
| 1992 | The Complete Tom Jones              | 8           | —           | —           |
| 1997 | The Best of Tom Jones               | —           | —           | —           |
| 1998 | The Ultimate Hits Collection        | 26          | —           | —           |
| 1999 | Duets                               | —           | —           | —           |
| 1999 | Tom Jones Sings Rock & Soul         | —           | —           | —           |
| 2000 | The Best of Tom Jones volume 1      | —           | —           | —           |
| 2000 | The Best of Tom Jones volume 2      | —           | —           | —           |
| 2003 | The Definitive Tom Jones            | —           | —           | —           |
| 2003 | Greatest Hits                       | 2           | —           | —           |
| 2003 | Reloaded: Greatest Hits             | —           | 127         | 78          |
| 2005 | Tom Jones 3CD                       | —           | —           | —           |
| 2005 | Tom Jones: Gold                     | —           | —           | —           |
| 2006 | Forever Tom Jones                   | —           | —           | 89          |
| 2006 | Greatest Hits: The Platinum Edition | —           | —           | –           |
| 2006 | The Love Collection                 | —           | —           | —           |
| 2007 | The Signature Collection: Tom Jones | —           | —           | —           |
| 2007 | Tom Jones Sings The Beatles         | —           | —           | —           |
| 2007 | 22 greatest hits                    | —           | —           | —           |
| 2009 | Icons: Tom Jones                    | —           | —           | —           |
| 2010 | Greatest Hits Rediscovered          | —           | —           | —           |
| 2020 | The Complete Decca Studio Albums    | —           | —           | —           |
| 2020 | Hide & Seek (The Lost Collection)   | —           | —           | —           |